# أغلبية مطلقة
في الانتخابات، لكي تتحصل جهة ما على الأغلبية المطلقة، عليها أن تأخذ أكثر من 50% من الأصوات (أصوات صحيحة، غير بيضاء)، سواء أكانت حزب، شخصية، أو جهة أخرى.

تعرف الأغلبية المطلقة بالعبارة التالية: (50%+1).
والأَغلبية النِّسْبِيَّة : زيادةُ أَحد المرشحين في الأَصوات بالنسبة إِلى غيره؛ الأغلبية البسيطة هي تعني نصف مجموع الحاضرين زائداً واحد (50%+1) وسميت بالبسيطة لإنها بمجرد سحب صوت واحد فقط منها فأنها ستنهار.
والأغلبية المطلقة هي التي تحصل على نصف المجموع الاصلي زائداً واحد(أو ثلثي الأصوات)وهي التي تعتمد بالأمور والقرارات الأكثر اهمية.
ملاحظة: ان النصاب البسيط المسمى (50%+1) هو يعتبر العمود الفقري لجميع اشكال النظم السياسي الديمقراطي

## التصويت الصحيح
الصوت الصحيح هو الصوت الذي يحترم شروط القانون الانتخابي، وأيضا المستلزمات المطلوبة عند التصويت (بطاقة التعريف مثالا)، إضافة إلى احترام طريقة التصويت (استخدام حجرة التصويت مثلا)، أو كذلك أخلاق المصوت في محل الاقتراع. يذكر أنه لا تقبل أي ورقة انتخابية تحتوي على شطب وخطوط أو أي أشكال وكتابات أخرى غير اختيار المصوت.

## مقالات ذات صلة
- أغلبية نسبية
- نظام انتخابي
- أغلبية مزدوجة